# 발테르 발베리
발테르 발베리(스웨덴어: Walter Wallberg, 2000년 3월 24일~)는 스웨덴의 프리스타일 스키 선수로 주 종목은 모굴이다. 2022년 동계 올림픽 모굴 종목에서 금메달을 획득했다.